# HCA : Les Aventures extraordinaires d'Andersen
HCA : Les Aventures extraordinaires d'Andersen (H.C. Andersens magiske eventyr) est un jeu vidéo d'aventure en pointer-et-cliquer développé par Guppyworks et édité par The Adventure Company, sorti en 2006 sur Windows. Le jeu est librement inspiré de la vie et de l'œuvre de Hans Christian Andersen.

## Accueil
- Adventure Gamers : 3/5[1]
- Jeuxvideo.com : 10/20[2]